# Assina nulla
Assina nulla är en insektsart som beskrevs av Irena Dworakowska 1979. Assina nulla ingår i släktet Assina och familjen dvärgstritar.
Artens utbredningsområde är Vietnam. Inga underarter finns listade i Catalogue of Life.